# Nikolaï Aleksandrovitch Kozyrev
Nikolaï Aleksandrovitch Kozyrev (en russe Никола́й Алекса́ндрович Ко́зырев), né le 2 septembre 1908 à Saint-Pétersbourg (Russie) et mort le 27 février 1983 dans la même ville (alors nommée Léningrad), est un astronome russe réputé pour avoir observé une éruption sur la surface lunaire.

## Biographie
En 1931, Kozyrev rejoint l'observatoire de Poulkovo au sud de Saint-Petersbourg où il observe et étudie des planètes et les aurores boréales, ce qui vaut de nombreuses distinctions. En 1937, il se fait enfermer durant les Grandes Purges et ne sort qu'en 1948.
Il est accusé par les miliciens Jdanov de répandre parmi les détenus l'idée que l'univers avait connu une naissance explosive, plus de 10 milliards d'années en arrière. Par miracle, il ne sera pas fusillé, uniquement parce qu'au matin du jour fatal, il a été impossible de former le peloton d'exécution. 
En 1954, Kozyrev observe un phénomène sur Vénus qui semble ressembler aux aurores boréales terrestres.
En 1961, Kozyrev découvre de l'hydrogène dans l'atmosphère de Mercure.
L'astéroïde (2536) Kozyrev a été nommé en son honneur.